# Staurotheca stolonifera
Staurotheca stolonifera är en nässeldjursart som först beskrevs av Gustav Hartlaub 1904.  Staurotheca stolonifera ingår i släktet Staurotheca och familjen Syntheciidae.
Artens utbredningsområde är Södra Ishavet. Inga underarter finns listade i Catalogue of Life.